# Goddess Family Club
Le Goddess Family Club erano un gruppo musicale giapponese composto dalle tre doppiatrici delle protagoniste dell'anime Oh, mia dea!. Il genere cantato dal gruppo è il J-pop, la musica pop giapponese. La maggior parte del loro repertorio era legato alle sigle dell'anime e le image songs dei personaggi da loro interpretati.

## Formazione
- Kikuko Inoue (Belldandy)
- Aya Hisakawa (Skuld)
- Yumi Touma (Urd)

## Discografia
- Kamisama no Okurimono
- GFC Best Album with Radio Program
- Aa Megami-sama Singles
- Aa Megami-sama Tokuten'ou
- Aa Megami-sama Original Soundtrack volume 1
- Kami no Karaoke CD
- Aa Megami-sama Original Soundtrack volume 2 Super

### Singoli
- Megami no Kimochi
- Megami-sama to Oyobi
- Koi no Housoku
- Megami ha Utau
- Hottokenainosa
- Tsukamaranaiyo
- My Heart Iidasenai, Your Heart Tashikametai
- Shiawase ga Kasoku suru (Live Version)
- Anata no Birthday
- Fortune Smiled on You
- Jitensha
- Kimi wo Kaerarenai, Boku ga Tsutawaranai
- Kataomoi Shika Shiranai Kuseni